# $
$或（或称金錢符号、美元符号、比索符号）是用来表示全球范围内的多种名为“dollar”（元）和“peso”（比索）的货币的单位符号，由“S”和中间的“丨”或“||”构成，多数情况下，一竖或两竖可以互换。值得注意的是，对于西夫朗符号，仅可使用双竖的。

## 起源

关于该符号演变的两种说法

该符号被证实最早在1770年代英国、美国、加拿大、新西班牙和西语美洲的商业信函上使用，用来指代西属美洲比索，在英属北美也被称为“Spanish dollar”（西班牙银元）或“piece of eight”（八里亚尔）。
该符号是由西班牙货币单位“比索”（pesos）的中古拉丁文字变体“pˢ”演变而来的。对十八世纪末、十九世纪初的手稿的研究显示，字母s逐渐与字母“p”重叠，变成了“$”符号。虽然不太可信，但还有另一个版本的说法，该符号是由希腊字母“Ψ”（psi）和“S”演变来的。
除此之外，对于“$”的起源还有很多其他说法。

### 单竖

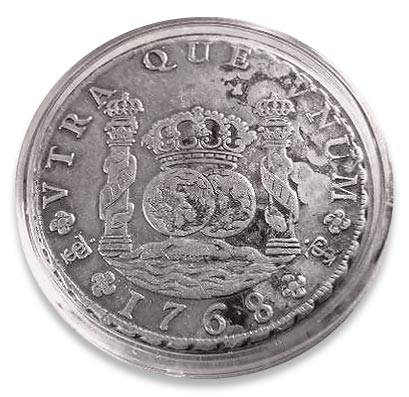
1768年西班牙里亚尔银币图，左下和右下的两个由“PTSI”重叠形成的造币厂标志中和海格力斯之柱都有与“$”相似的结构

一般是认为美元符号是在数字“8”上加了线，用来指代“八里亚尔”（即西班牙银圆）。
另一种观点虽不认为与数字有关，但也与西班牙银圆有关，该观点认为，美元符号是由波托西（Potosí）所铸造的西班牙八里亚尔硬币上表示铸地的符号演变来的，该铸地符号由字母“PTSI”重叠形成的，该符号与单竖美元符号看起来有着明显的相似性。该铸地符号出现在殖民时期最大的波托西造币厂1573年至1825年所铸的银币上，具有让整个北美殖民地认识的可能性。此外，$符号可能是由被称为“双柱本洋”的这种八里亚尔银币背面的缠绕绶带的柱子图案衍生而来的。
还有观点认为，美元符号源自希腊神祇赫耳墨斯的商神杖，赫耳墨斯是希腊神话中的银行家之神、盗贼之神、信使之神和骗子之神，而商神杖则是一根由丝带或蛇盘绕的权杖。

### 双竖

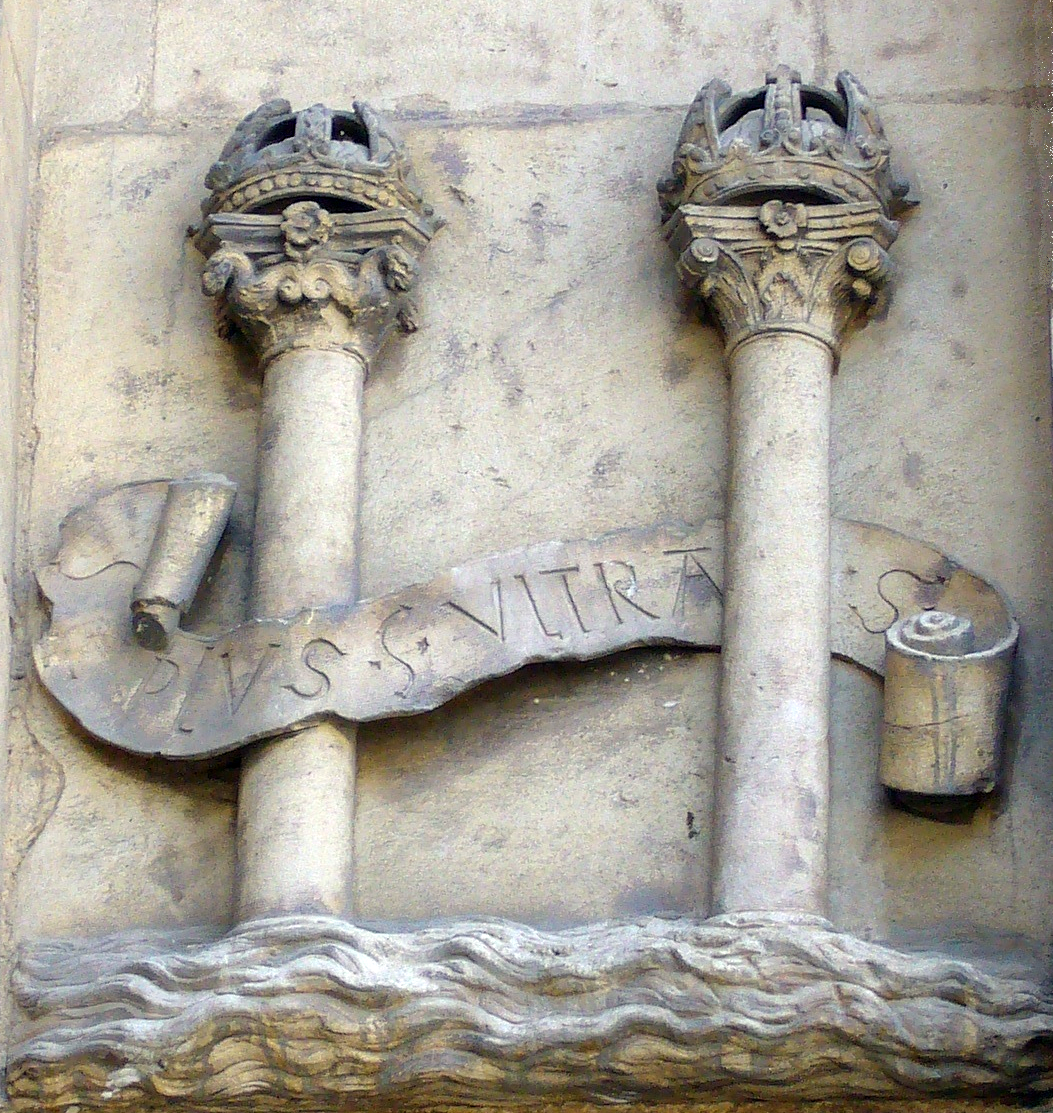
“S”状绶带缠绕的海格力斯之柱，在16世纪的西班牙城市塞维利亚各地都可以找到

西班牙国徽

对于双竖线的美元符号，也有其他的很多不同观点。一种常见的观点主张美元符号源自西班牙国徽，在西班牙国徽有着带着卷曲绶带的海格力斯之柱图案。绶带上的文字为拉丁文“Plus ultra”，可以译为“进一步超越”，这一格言源自海格力斯之柱铸造之初用来表示它就是世界尽头的“Non plus ultra”一句，该句可以译为“没有什么可以再超越了”。这一图案最早是阿拉贡斐迪南二世于1492年采用的，后来又被查理五世用作了其个人徽章的一部分，用以表明西班牙对美洲的占有。后来该图案被铸到了多种金币和银币之上，而这些铸有带着“S”形绶带的两个柱子的硬币流通遍了美洲、欧洲和亚洲等地。根据这一理论，商人们书写符号，与其是说指代“元”或“比索”，不如说是手绘的绶带双柱图案，不过后来逐渐简化为“S”和“||”罢了。
还有假说认为，双竖版源自首先被用在美国铸币局的钱袋子之上的一种美国国号缩写“USA”的花押字，字母“U”和“S”的底部重合仅留了两个竖。曾于1897年至1935年在西北大学担任历史学教授的詹姆斯·奥尔顿·詹姆斯博士（Dr. James Alton James）在论文中推测，两竖版的符号是一名名叫奥利弗·波洛克（Oliver Pollock）的爱国者在1778年调整设计的。奥利弗·波洛克是一个狂热的爱国主义者，被称为“西方的革命金融家”，将这一假说认为符合事实并不荒谬。
另一种假说则认为，它源自“unit of silver”（银单位），每单位表示一个“八个里亚尔”（pieces of eight）的量。在美国独立以前，价格常以西班牙银元的单位来标注。根据这一假说，用以表示单位的字母“U”覆盖于用来表示银的字幕“S”之上，后来“U”逐渐演变成了两竖。
另一种假说认为，它源自一种德国塔勒硬币上的符号。根据奥瓦森（Ovason）于2004年发表的资料，有一种塔勒银币，其一面是受难的基督，另一面是一条悬挂在十字架上的蛇，在蛇头附近有字母“NU”，十字架的另一侧是数字“21”。该图案出自《圣经·民数记·第21章》（参见条目铜蛇）。
一个由“S”和“I”或“J”叠加构成的类似的符号曾被用来表示德国约阿希姆斯塔勒尔银币，“S”和“J”代表圣约阿希姆（St. Joachim），曾风行欧洲的塔勒类型银币就是源自以他的名字命名的约阿希姆斯塔尔（Joachimsthal）。17世纪被英语世界所了解，曾出现在约翰·柯林斯1686年版的《商人会计入门》（An Introduction to Merchants' Accounts）一书中。
还有一种理论认为，美元符号可以追溯到古罗马时期的一种重要硬币，塞斯特斯（sestertius），罗马塞斯特斯的货币符号为“HS”，将两个字母重合就可以得到一个双竖的美元符号。

## 发展
罗伯特·莫里斯是第一个在官方文件和与奥利弗·波洛克的官方通信中使用该符号的人。当时美元是直接以西班牙银元為基準的，根据美国宪法第一条第八款，美国国会拥有“铸造货币，厘定国币和外币的价值，并确定度量衡的标准”的权利，在美国的第一部铸币法案“1792年铸币法案”中美元的价值是被“固定”的，一美元的价值“等于流通的以西班牙银元的价值，等于371格令纯银或416格令标准银”

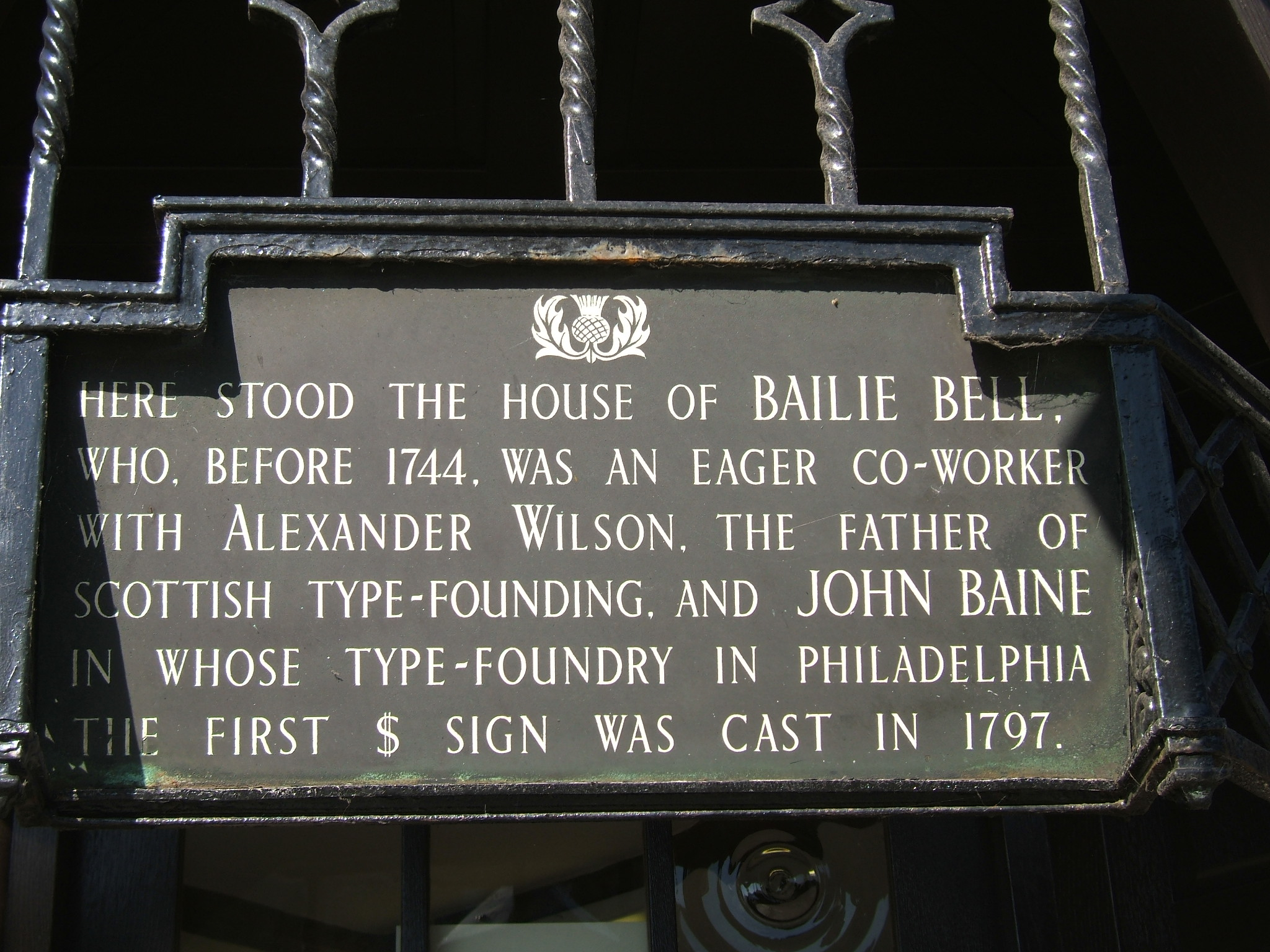
在圣安德鲁斯的牌匾

据苏格兰圣安德鲁斯的一块牌匾，美元符号最早由一名名为约翰·贝恩的苏格兰移民于1797年在美国费城的一家铸造厂内浇铸成型。
十九世纪中叶，美元符号开始出现在美元钞票上，最早是1847年的$100墨西哥战争券和1869年的$1000美元券。此外，1934年的$100,000美元券上也有出现。
但在很长的一段时间里，美元符号都没有出现在美国硬币上面，直到2007年2月，它才根据2005年总统1美元硬币法案的授权被铸造到一美元硬币的背面。

## 使用$符号的货币
除菲律宾比索的符号记作“₱”以外，其它以“dollar”（元）或“peso”（比索）稱呼的货币，如美元、港幣（香港货幣）、新台幣、澳大利亚元、新加坡元、阿根廷比索、智利比索等，都使用$符号；此外，包括常写为C$的尼加拉瓜科多巴，将“Dollar”音译为“tālā”的萨摩亚塔拉，以及汤加潘加也使用$符号。虽然马来西亚已经规定将其货币马来西亚令吉的符号从“M$”改为“RM”，但有时$仍被用来代表令吉。
使用与$符号类似的、有两个竖线的“西夫朗”符号的货币有巴西雷亚尔、佛得角埃斯库多和已废止的葡萄牙埃斯库多。在墨西哥和其他一些比索国家，当比索与美元同时出现时，用西夫朗来表示美元以避免混淆，但当美元单独出现时，一般用“US $”表示，如：US $5（5美元）。在阿根廷，$符号一般用来代表比索，当需要表示美元时，一般写作“U$S”或“US$”。
在美国、墨西哥、澳大利亚、阿根廷、新西兰、香港、各太平洋岛国和加拿大英语区，$写在数额之前，如5美元或5比索被写作或印刷为$5。而在加拿大法语区，$符号虽然有时在前面，甚至不写，但一般出现在数额之后，如记作“5$”。

## 计算机相关使用
作为電腦中常用的一个符号之一，$符号一方面几乎普遍地存在于電腦的各字符集中，但另一方面，在電腦軟體内几乎不需要其字面意义，在電腦中，$字符已被用于很多与金钱无关的目的。$字符在编程语言中的使用导致和影响了其在操作系统和应用软件中的用途。
“$”的Unicode代码为U+0024，且单竖版和双竖版没有进行字符区分，需要依赖字体来显示，即两者被视为一个字符，在大部分字体中显示为单竖，少量字体中显示为双竖。此外，还有源自东亚的三个不同码位值，分别是台湾的小寫變體形式（U+FE69）、CJK的全角形式（U+FF04）和日本的绘文字形式（U+1F4B2）。这些字形通常比主码点更大或更小，但其不同主要体现在美学或印刷，含义是相同的。然而，上述三种代码对于在各种计算应用中作为特殊符号使用，仅U+0024一种代码能够被识别。
$在编程语言中被广泛的使用，在多种程序语言中具有独特的含义或用途，如在早期的BASIC语言中，$ 曾被用来定义字符串变量，此处“$”常读为“string”（字符串）而不是“dollar”（元）；在Delphi的Object Pascal语言等Pascal类语言和多种汇编语言变体中，$ 被用于定义十六进制常数；在PHP语言和AutoIt自动脚本语言中，$被用于定义变量的开头；在Perl语言中，用于标量变量的开头（参见条目魔符 (计算机编程)）；在Ruby语言中，用于全局变量的开头等等。
操作系统中，$也有很多使用，如在CP/M和随后所有的DOS版本及其衍生系统中，$被用作终结字符串；在微软Windows系列系统中，$被用于共享名的最后来隐藏共享文件夹等等。
应用程序方面，在Microsoft Excel等电子表格软件的公式中，$被用来表示固定的单元格引用；在ed、vi、ex、Pico等文本编辑器软件中，$被用来表示一行或该文件的结束。

## 其他应用
有时，$符号被用来讽刺贪婪或表示超量财富，如微软的“Micro$oft”、乔治·卢卡斯的“George Luca$”、迪士尼的“Di$ney”、切尔西的“Chel$ea”和大西悉尼巨人的“GW$ Giants”；或用来指出其明显的美国化，如天空广播的“$ky”。$符号有时会被故意用来风格化名字，如歌手A$AP Rocky、Ke$ha和Ty Dolla $ign等。
$符号在图书馆管理的部分图书分类法中也有使用，被用来代表类别。
在拼字游戏Scrabble中，在一个词语之后标注$代表着，它是一个北美式词汇，而不是一个英式词汇。

## 腳注
1. ↑  Lawrence Kinnaird (July 1976). "The Western Fringe of Revolution", The Western Historical Quarterly 7(3), 259.
2. ↑  , Popular Science, 1930, 116 (2): 59  [2015-02-28], ISSN 0161-7370, （原始内容存档于2015-03-19）
3. ↑  Florian Cajori ([1929]1993). A History of Mathematical Notations （页面存档备份，存于） (Vol. 2), 15–29.
4. ↑  Arthur S. Aiton and Benjamin W. Wheeler (May 1931). "The First American Mint", The Hispanic American Historical Review 11(2), 198 and note 2 on 198.
5. ↑  Nussbaum, Arthur. . New York: Columbia University Press. 1957: 56. The foreign coins remained in circulation [in the United States], and the more important among them, especially the Spanish (including the Mexican) dollars, were declared by Congress on February 9, 1793, to be legal tender. The dollar sign, $, is connected with the peso, contrary to popular belief, which considers it to be an abbreviation of 'U.S.' The two parallel lines represented one of the many abbreviations of 'P,' and the 'S' indicated the plural. The abbreviation '$.' was also used for the peso, and is still used in Argentina.
6. ↑  Riesco Terrero, Ángel (1983). Diccionario de abreviaturas hispanas de los siglos XIII al XVIII: Con un apendice de expresiones y formulas juridico-diplomaticas de uso corriente. Salamanca: Imprenta Varona, 350. ISBN 84-300-9090-8
7. ↑  Bureau of Engraving and Printing. .   [2010-12-14]. （原始内容存档于2015-05-05）.
8. ↑  Note On Our Dollar Sign. Bulletin of the Business Historical Society, Vol. 13, No. 4 (Oct., 1939), p. 57 （页面存档备份，存于）
9. ↑  F. Cajori discusses the origins of the slash-8, the Potosi mint mark, the Pillars of Hercules, the "U.S.", the Roman sestertius, and the Boaz and Jachin theories and discounts them in A History of Mathematical Notations (Vol. 2), 15–20.
10. ↑  James, James Alton. . Freeport: Books for Libraries Press. 1970: 356 [1937]  [2015-02-28]. ISBN 978-0-8369-5527-9. （原始内容存档于2015-03-19）.
11. ↑  James, James Alton. . The Mississippi Valley Historical Review. 1929.
12. ↑  Florence Edler de Roover. Concerning the Ancestry of the Dollar Sign. - Bulletin of the Business Historical Society. Vol. 19, No. 2 (Apr., 1945), pp. 63-64 （页面存档备份，存于）
13. ↑  Cuhaj, p. 100, 321–22
14. ↑  . Wikipedia.   [2012-10-24]. （原始内容存档于2012-10-12）.
15. ↑  . Wikipedia.   [2012-10-24]. （原始内容存档于2012-10-12）.
16. ↑  Pub. L. No. 109-145, 119 Stat. 2664 (Dec. 22, 2005).
17. 1 2 3 4   (PDF).   [2010-03-28]. （原始内容存档于2009-03-10）. (Note: this paper essentially reproduces an older version （页面存档备份，存于） of this Wikipedia article.)
18. ↑  . Tucson Scrabble Club.   [2012-02-06]. （原始内容存档于2011-08-30）.